# Rhodogastria
Rhodogastria é um género de traça pertencente à família Arctiidae.